# Hipercolesterolèmia
La hipercolesterolèmia (literalment: el colesterol alt) és la presència d'alts nivells de colesterol a la sang. És una forma d'hiperlipidèmia (alts nivells de lípids a la sang), hiperlipoproteïnèmia (alts nivells de lipoproteïnes a la sang) i dislipidèmia (qualsevol anomalia dels nivells de lípids i lipoproteïnes a la sang). Junt amb la diabetis, la hipertensió arterial i el tabaquisme són els principals factors de risc de malaltia cardiovascular.
Els nivells elevats de colesterol no HDL i LDL a la sang poden ser conseqüència de la dieta, l'obesitat, malalties heretades (genètiques) (com ara mutacions del receptor LDL en la hipercolesterolèmia familiar) o la presència d'altres malalties com la diabetis tipus 2 o una tiroide poc activa.
El colesterol és una de les tres principals classes de lípids que totes les cèl·lules animals utilitzen per construir les seves membranes i, per tant, és fabricat per totes les cèl·lules animals. Les cèl·lules vegetals fabriquen fitosterols (similars al colesterol), però en quantitats força petites. També és el precursor de les hormones esteroidals i els àcids biliars. Com que el colesterol és insoluble en aigua, es transporta al plasma sanguini dins de partícules proteiques (lipoproteïnes). Les lipoproteïnes es classifiquen per la seva densitat: lipoproteïna de molt baixa densitat (VLDL), lipoproteïna de densitat intermèdia (IDL), lipoproteïna de baixa densitat (LDL) i lipoproteïna d'alta densitat (HDL). Totes les lipoproteïnes porten colesterol, però els nivells elevats de lipoproteïnes diferents de l'HDL (anomenat colesterol no HDL), especialment el colesterol LDL, s'associen a un major risc d'ateroesclerosi i malalties coronàries. En canvi, els nivells més alts de colesterol HDL són protectors.
Es recomanen mesures dietètiques per evitar els greixos trans i substituir els greixos saturats en dietes per adults per greixos poliinsaturats per reduir el colesterol total i el LDL en sang en adults. En persones amb un colesterol molt alt (per exemple, hipercolesterolèmia familiar), la dieta sovint no és suficient per aconseguir la reducció desitjada de LDL, i se solen necessitar medicaments per disminuir els lípids. Si cal, es realitzen altres tractaments com l'afèresi de LDL o fins i tot la cirurgia (per a subtipus particularment greus d'hipercolesterolèmia familiar).